# Сабунчинский район
Сабунчинский район города Баку (азерб. Sabunçu rayonu) — один из 12 административных районов города Баку. Расположен в южной и юго-западной частях Апшеронского полуострова. Граничит с Низаминским и Сураханским районами Баку и Апшеронским районом Азербайджана. Административным центром является посёлок Бакиханов.

## История

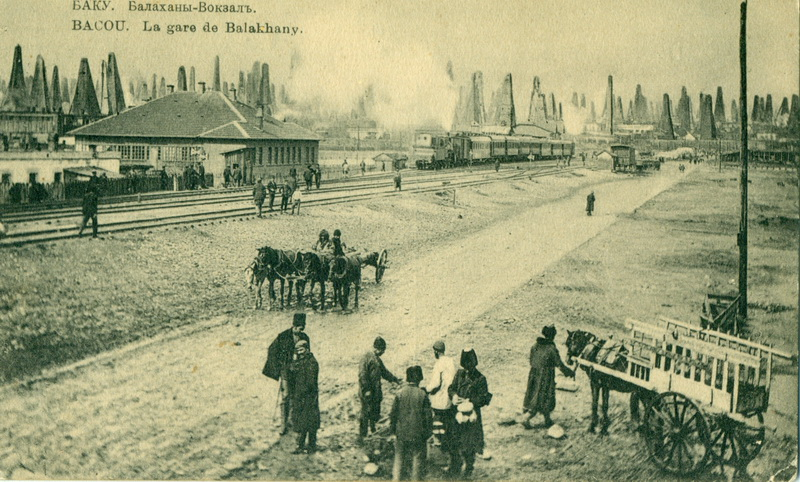
Балаханы-Вокзал. Открытка имперских годов

Сабунчинский район был создан 11 ноября 1920 года как Балаханы-Сабунчинский район. 12 ноября 1930 года название района было изменено на Ленинский район, а в 1991 году ему было дано его нынешнее название — Сабунчинский район.
Район является одним из самых крупных промышленных районов города Баку. Территория района составляет 244,3 кв.км., население 232000 человек.

## Политическое устройство
Деятельность исполнительной власти Сабунчинского района регулируется согласно Указу Президента Азербайджанской Республики Гейдара Алиева от 16 июня 1999 года под № 138 о «Положении о местных исполнительных властях». Главой исполнительной власти района является — Велиев, Адиль Анвар оглы.

## Население
Национальный состав района: азербайджанцы, русские, лезгины, татары.

## Административное устройство

### Административно-территориальные единицы
На территории Сабунчинского района находятся 10 административно-территориальных единиц:
- Посёлок Бакиханов
- Посёлок Балаханы
- Посёлок Бильгях
- Посёлок Кюрдаханы
- Посёлок Маштага
- Посёлок Нардаран
- Посёлок Пиршаги
- Посёлок Рамана
- Посёлок Сабунчи
- Посёлок Забрат

### Муниципалитеты
В районе действуют в общей сложности 10 муниципалитетов — местных органов самоуправления.
| №  | Название                     | Территории        |
| -- | ---------------------------- | ----------------- |
| 1  | Бакихановский муниципалитет  | Посёлок Бакиханов |
| 2  | Балаханинский муниципалитет  | Посёлок Балаханы  |
| 3  | Бильгяхский муниципалитет    | Посёлок Бильгях   |
| 4  | Кюрдаханинский муниципалитет | Посёлок Кюрдаханы |
| 5  | Маштагинский муниципалитет   | Посёлок Маштага   |
| 6  | Нардаранский муниципалитет   | Посёлок Нардаран  |
| 7  | Пиршагинский муниципалитет   | Посёлок Пиршаги   |
| 8  | Муниципалитет Рамана         | Посёлок Рамана    |
| 9  | Сабунчинский муниципалитет   | Посёлок Сабунчи   |
| 10 | Забратский муниципалитет     | Посёлок Забрат    |

## Экономика
На территории Сабунчинского района функционируют 75 промышленных, 53 строительных, 9 транспортных, 2 сельскохозяйственных и 370 торговых объектов.

## Образование
На территории района находятся 46 детских дошкольных учреждений и 44 общеобразовательные школы.

## Культура

### Религиозные общины
Список религиозных общин на территории Сабунчинского района, зарегистрированных Государственным Комитетом Азербайджанской Республики по работе с религиозными образованиями:
- Религиозная община мечети «Имама Хусейна» Совхоза № 2 пос. Пиршаги
- Религиозная община мечети «Джума» поселка Забрат
- Религиозная община мечети «Сейид Кадир» поселка Пиршаги
- Религиозная община мечети поселка Балаханы
- Религиозная община мечети «Имам Рза» поселка Бакиханова
- Религиозная община мечети «Абульфаз ага» поселка Маштаги

## Здравоохранение
В Сабунчинском районе действуют 8 медицинских учреждений:
- Больница на 25 коек в поселке Забрат
- Психиатрическая больница № 1 в Маштагах
- Детский психиатрический санаторий № 4 в Раманах
- Стационарное отделение Больницы № 8 в Нардаране
- Больница № 7 в Маштагах
- Психиатрический санаторий № 4 в Раманах
- Больница № 3 в Сабунчи
- Венерическая больница № 34 в Раманах

## Известные уроженцы
- Рафик Юсифли — профессор, доктор медицинских наук, первый в истории Азербайджана доктор медицинских наук в области судебной медицины.
- Джахангир Джахангиров — композитор.
- Герман Хельвикст — геолог.
- Хошбахт Юсифзаде, доктор геолого-минералогических наук, первый вице президент ГНКАР.
- Рихард Зорге — советский разведчик времён Второй мировой войны, Герой Советского Союза (1964, посмертно). Один из выдающихся разведчиков столетия[9].
- Николай Байбаков — советский государственный деятель, Герой Социалистического Труда (1981). Лауреат Ленинской премии (1963).
- Иосиф Певзнер - советский государственный деятель, председатель Союзнефтеэкспорта, 1934.

## Галерея

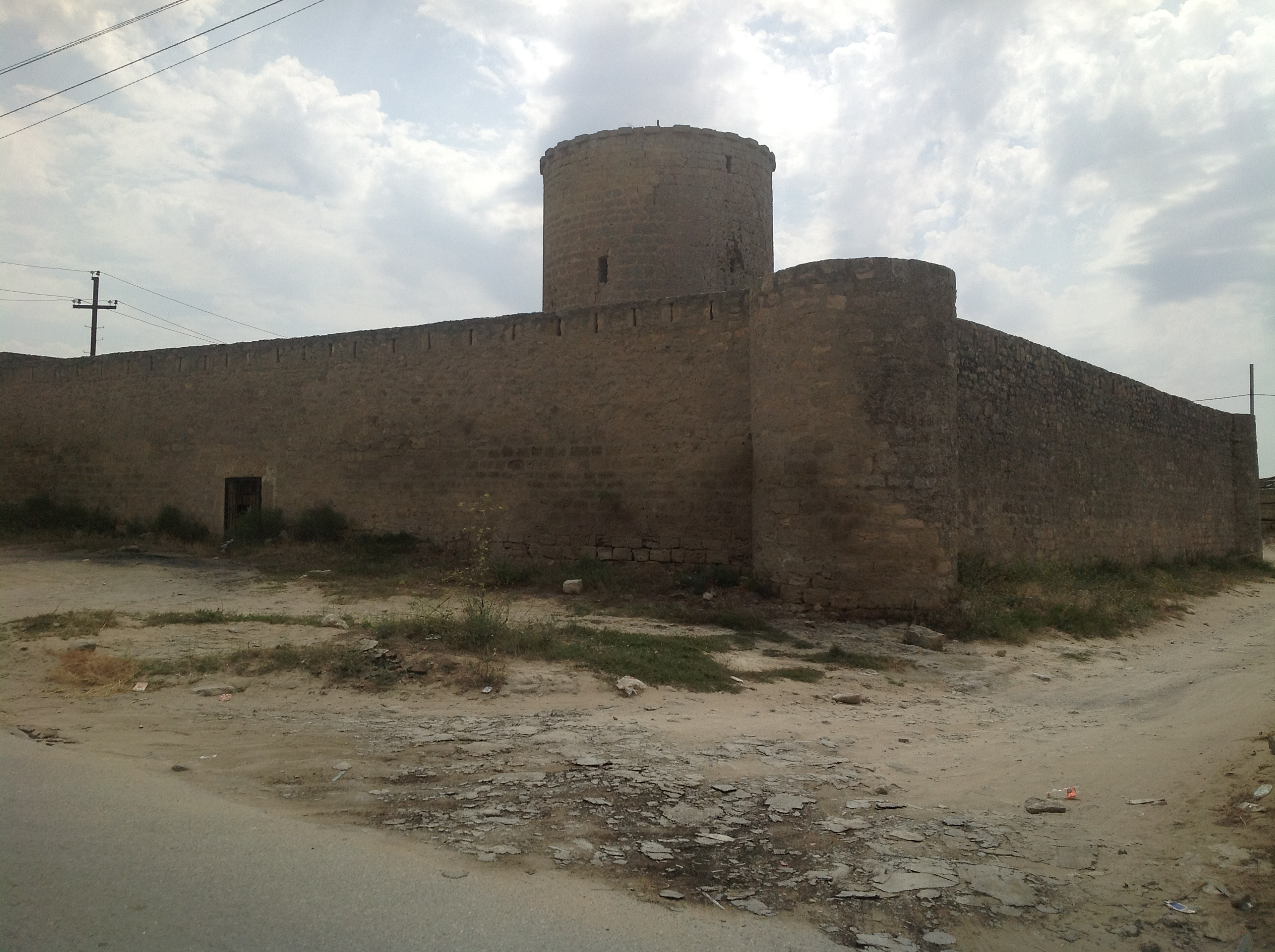
Нардаранская крепость
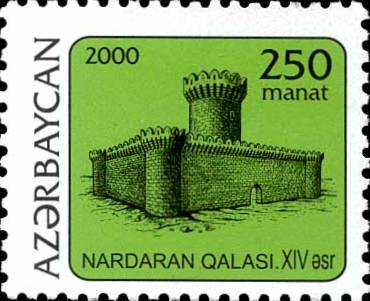
Нардаранская крепость
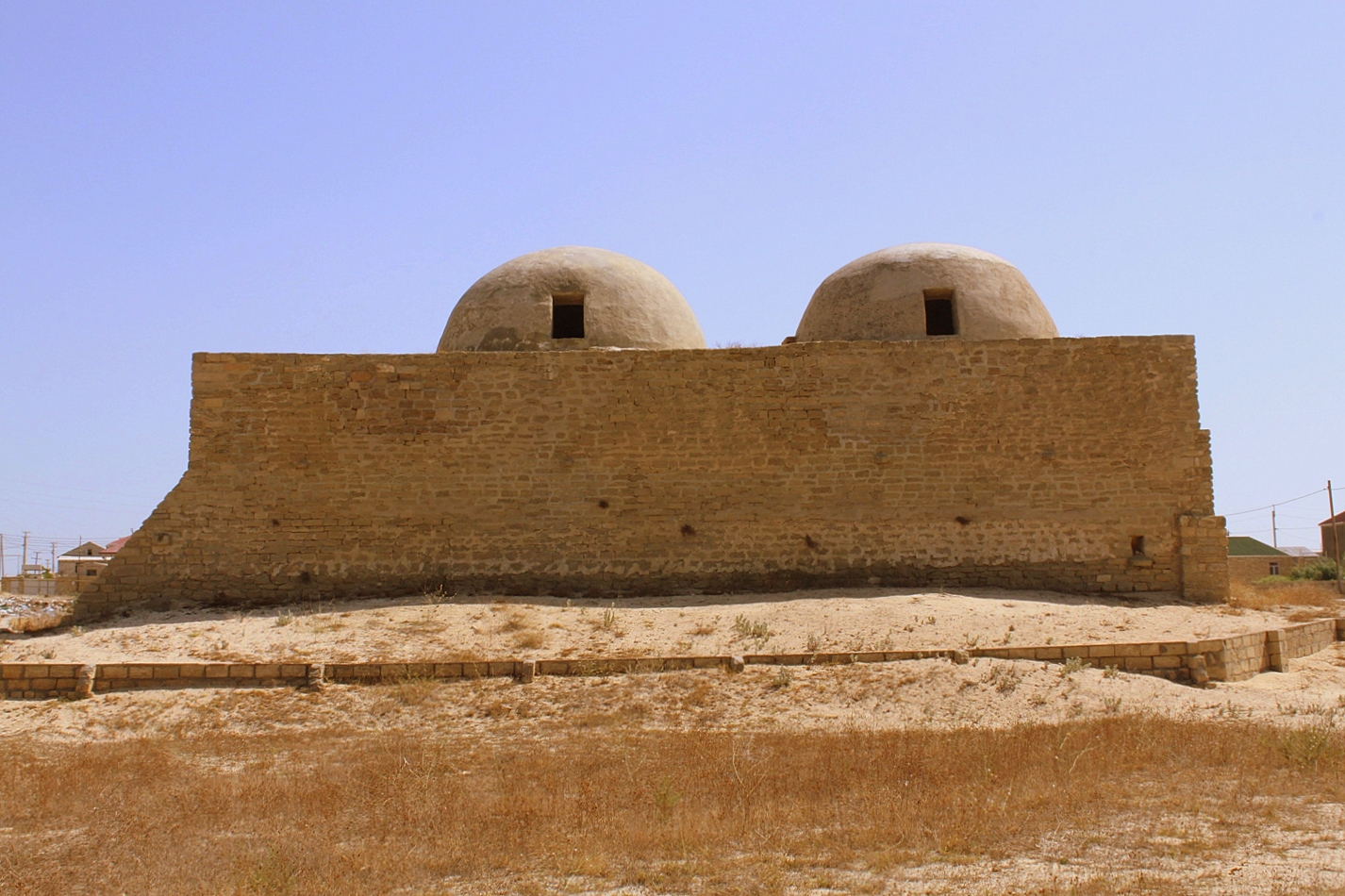
Пиршагинская баня XIX века
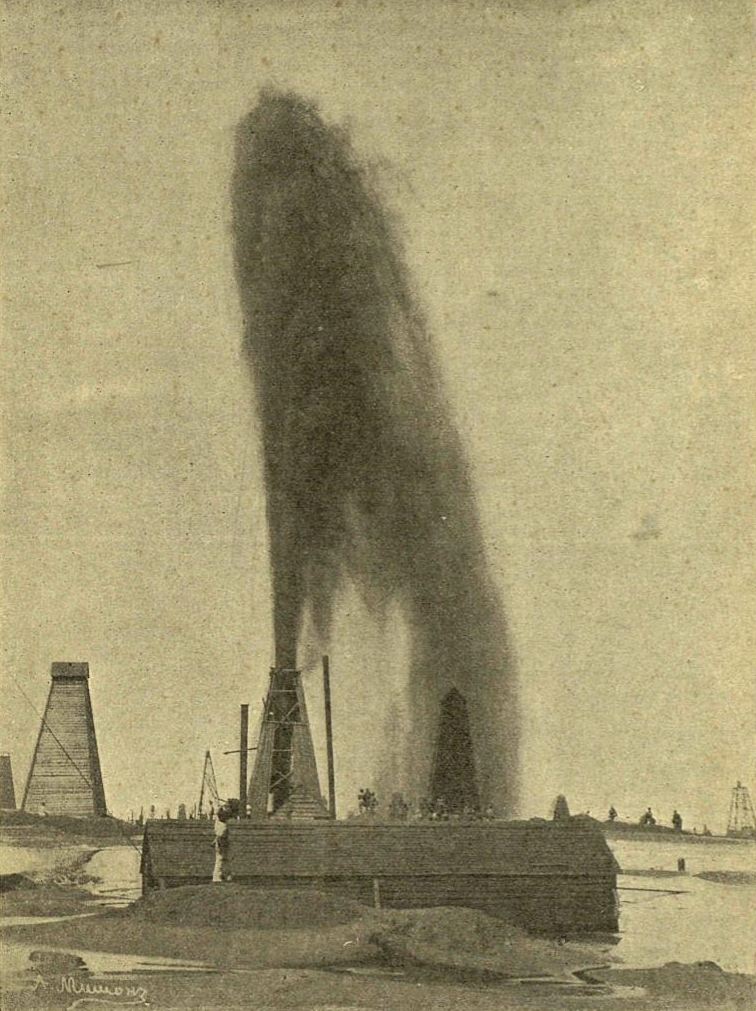
Нефтяной фонтан в Балаханах, 1887